# إينوك مويبو
إينوك مويبو (بالإنجليزية: Enoch Mwepu)‏ (مواليد 1 يناير 1998) هو لاعب كرة قدم زامبي
معتزل يلعب في مركز الوسط في نادي ريد بول سالزبورغ.

## روابط خارجية
- إينوك مويبو على موقع الاتحاد الأوربي (الإنجليزية)
- إينوك مويبو على موقع إي إس بي إن إف سي (الإنجليزية)
- إينوك مويبو على موقع قاعدة بيانات كرة القدم.إي يو (الإنجليزية)
- إينوك مويبو على موقع ليكيب (الفرنسية)
- إينوك مويبو على موقع ناشيونال فوتبول تيمز (الإنجليزية)
- إينوك مويبو على موقع Soccerbase.com (لاعب) (الإنجليزية)
- إينوك مويبو على موقع Soccerway.com (الإنجليزية)
- إينوك مويبو على موقع عالم كرة القدم.نت (الإنجليزية)
- إينوك مويبو على موقع AS.com (الإسبانية)